# Championnats du monde de ski alpin 2019 - Combiné alpin femmes
Navigation
Édition précédente Édition suivante
La manche de descente et la manche de slalom  du Combiné alpin femmes des Championnats du monde de ski alpin 2019 ont lieu le 8 février. Championne du monde de la discipline en 2017, Wendy Holdener conserve son titre devant  Petra Vlhová et Ragnhild Mowinckel qui remportent leurs premières médailles aux Championnats du monde. 

## Résultats[2]
Le départ de la descente sur la piste Strecke est donné à 11 h 30

Le départ du slalom sur la piste Gästrappet est donné à 16 h 15
| Rang               | Dossard | Nom                     | Pays          | Descente      | Rang    | Slalom             | Rang               | Total              | Écart              |
| ------------------ | ------- | ----------------------- | ------------- | ------------- | ------- | ------------------ | ------------------ | ------------------ | ------------------ |
| Médaille d'or      | 15      | Wendy Holdener          | Suisse        | 1 min 13 s 13 | 5       | 49 s 00            | 3                  | 2 min 2 s 13       |                    |
| Médaille d'argent  | 11      | Petra Vlhová            | Slovaquie     | 1 min 13 s 43 | 8       | 48 s 73            | 2                  | 2 min 2 s 16       | + 0 s 03           |
| Médaille de bronze | 7       | Ragnhild Mowinckel      | Norvège       | 1 min 12 s 77 | 3       | 49 s 81            | 6                  | 2 min 2 s 58       | + 0 s 45           |
| 4                  | 19      | Ramona Siebenhofer      | Autriche      | 1 min 12 s 71 | 1       | 49 s 91            | 8                  | 2 min 2 s 62       | + 0 s 49           |
| 5                  | 28      | Roni Remme              | Canada        | 1 min 14 s 68 | 28      | 48 s 58            | 1                  | 2 min 3 s 26       | + 1 s 13           |
| 6                  | 13      | Federica Brignone       | Italie        | 1 min 13 s 31 | 6       | 50 s 21            | 10                 | 2 min 3 s 52       | + 1 s 39           |
| 7                  | 18      | Kajsa Vickhoff Lie      | Norvège       | 1 min 13 s 87 | 15      | 49 s 77            | 5                  | 2 min 3 s 64       | + 1 s 51           |
| 8                  | 24      | Franziska Gritsch       | Autriche      | 1 min 14 s 80 | 29      | 49 s 02            | 4                  | 2 min 3 s 82       | + 1 s 69           |
| 9                  | 6       | Lisa Hörnblad           | Suède         | 1 min 13 s 59 | 11      | 50 s 60            | 13                 | 2 min 4 s 19       | + 2 s 06           |
| 10                 | 9       | Ilka Štuhec             | Slovénie      | 1 min 12 s 72 | 2       | 51 s 55            | 17                 | 2 min 4 s 27       | + 2 s 14           |
| 11                 | 20      | Anne-Sophie Barthet     | France        | 1 min 14 s 52 | 26      | 49 s 86            | 7                  | 2 min 4 s 38       | + 2 s 25           |
| 12                 | 10      | Nicol Delago            | Italie        | 1 min 13 s 59 | 11      | 51 s 10            | 14                 | 2 min 4 s 69       | + 2 s 56           |
| 13                 | 17      | Marta Bassino           | Italie        | 1 min 14 s 30 | 21      | 50 s 44            | 12                 | 2 min 4 s 74       | + 2 s 61           |
| 14                 | 3       | Marie-Michèle Gagnon    | Canada        | 1 min 14 s 49 | 25      | 50 s 26            | 11                 | 2 min 4 s 75       | + 2 s 62           |
| 15                 | 30      | Ester Ledecká           | Tchéquie      | 1 min 13 s 85 | 14      | 51 s 18            | 15                 | 2 min 5 s 03       | + 2 s 90           |
| 16                 | 16      | Maruša Ferk             | Slovénie      | 1 min 15 s 13 | 30      | 49 s 96            | 9                  | 2 min 5 s 09       | + 2 s 96           |
| 17                 | 4       | Christina Ager          | Autriche      | 1 min 14 s 02 | 16      | 52 s 30            | 19                 | 2 min 6 s 32       | + 4 s 19           |
| 18                 | 14      | Alice Merryweather      | États-Unis    | 1 min 13 s 53 | 10      | 53 s 10            | 21                 | 2 min 6 s 63       | + 4 s 50           |
| 19                 | 5       | Nevena Ignjatović       | Serbie        | 1 min 15 s 55 | 33      | 51 s 19            | 16                 | 2 min 6 s 74       | + 4 s 61           |
| 20                 | 32      | Greta Small             | Australie     | 1 min 14 s 30 | 21      | 52 s 56            | 20                 | 2 min 6 s 86       | + 4 s 73           |
| 21                 | 22      | Maryna Gąsienica-Daniel | Pologne       | 1 min 15 s 29 | 32      | 51 s 74            | 18                 | 2 min 7 s 03       | + 4 s 90           |
| 22                 | 26      | Meike Pfister           | Allemagne     | 1 min 14 s 22 | 19      | 53 s 66            | 24                 | 2 min 7 s 88       | + 5 s 75           |
| 23                 | 25      | Aleksandra Prokopyeva   | Russie        | 1 min 14 s 53 | 27      | 53 s 40            | 23                 | 2 min 7 s 93       | + 5 s 80           |
| 24                 | 12      | Kateřina Pauláthová     | Tchéquie      | 1 min 15 s 14 | 31      | 53 s 22            | 22                 | 2 min 8 s 36       | + 6 s 23           |
| —                  | 8       | Ricarda Haaser          | Autriche      | 1 min 13 s 32 | 7       | Abandon            | Abandon            | Abandon            | Abandon            |
| —                  | 34      | Alexandra Coletti       | Monaco        | 1 min 14 s 33 | 23      | Abandon            | Abandon            | Abandon            | Abandon            |
| —                  | 35      | Jasmine Flury           | Suisse        | 1 min 14 s 09 | 17      | Descente seulement | Descente seulement | Descente seulement | Descente seulement |
| —                  | 33      | Joana Hählen            | Suisse        | 1 min 14 s 26 | 20      | Descente seulement | Descente seulement | Descente seulement | Descente seulement |
| —                  | 31      | Lin Ivarsson            | Suède         | 1 min 14 s 21 | 18      | Descente seulement | Descente seulement | Descente seulement | Descente seulement |
| —                  | 29      | Iulija Pleshkova        | Russie        | 1 min 16 s 04 | 34      | Descente seulement | Descente seulement | Descente seulement | Descente seulement |
| —                  | 23      | Corinne Suter           | Suisse        | 1 min 13 s 05 | 4       | Descente seulement | Descente seulement | Descente seulement | Descente seulement |
| —                  | 21      | Tina Weirather          | Liechtenstein | 1 min 13 s 69 | 13      | Descente seulement | Descente seulement | Descente seulement | Descente seulement |
| —                  | 2       | Lara Gut-Behrami        | Suisse        | 1 min 14 s 34 | 24      | Descente seulement | Descente seulement | Descente seulement | Descente seulement |
| —                  | 1       | Lindsey Vonn            | États-Unis    | 1 min 13 s 43 | 8       | Descente seulement | Descente seulement | Descente seulement | Descente seulement |
| —                  | 27      | Ida Dannewitz           | Suède         | Abandon       | Abandon | Abandon            | Abandon            | Abandon            | Abandon            |